# Alessandra Celesia
Alessandra Celesia, (Aosta, 1970) es una actriz, guionista y directora de cine italiana que explora los límites entre el documental y la ficción. En 2018, creó la compañía Curious Industries, que explora la frontera entre el mundo del teatro y el cine documental creando producciones híbridas, “películas en vivo” en las que los protagonistas están tanto en el escenario como en la pantalla.

## Biografía
Creció en el valle de Aosta, en los Alpes occidentales, en Italia cerca de la frontera con Suiza. Su formación viene del teatro. Se graduó en la Escuela Internacional de Teatro Jacques Lecocq de París. Fue en esta escuela que se enseña creación. Allí, explica, aprendió a trabajar con lo real, intentando "transponer lo real".   Tras estudiar literatura contemporánea y teatro comenzó su carrera como actriz y directora de escena promoviendo la creación experimental y colectiva. Intervino en varios cortometrajes como actriz entre 1998 y 2001, entre ellos Le Porte-bonheur (Jean-Luc Perreard), seleccionado en el Festival de Cannes en 2000. Pasó del teatro al cine por azar, explica. Orti - Jardins (2001), su primer trabajo como directora, fue seleccionado en varios festivales internacionales.
En 2006 dirigió Luntano, un documental que marca su primera colaboración con el productor Michel David (Zeugma Films). Entre sus documentales más reconocidos está El librero de Belfast (2011) coproducida por ARTE France. La película se presentó en Visions du Réel, en Lussa. El documental de 58'  interpela la desaparición y destrucción de algunos barrios de Belfast, "una carrera urbana, imagen de un capitalismo salvaje, que ha donducido a Belfast al borde de la bancarrota".Se trata de un retrato poético y humorístico del ex librero John Clancy y las diferentes vidas que se cruzan mientras recorre las páginas de su vasto stock de libros sin vender y las calles de Belfast.
Italian Mirage (Un espejismo italiano) (2013) se estrenó en Cinéma du Réel narra los destinos de cinco italianos que llegan a Alaska tras el anuncio de oferta de trabajo en Turín. Abandonados a su suerte en Yakutat (Alaska) inician un viaje de descubrimiento personal.
posteriormente Anatomia del miracolo  (2017) también coproducida por ARTE France, fue seleccionada en el Festival de Cine de Locarno. La obra afronta la devoción a la “Virgen herida”, una imagen muy particular de la iconografía católica romana, venerada sobre todo en Nápoles.
Paralelamente, también dirigió películas en colaboración con el Théâtre de Chaillot. Dirigió la película Like the white (2020). Su obra, La mecánica de las cosas (2023), fue seleccionada en el Festival Internacional de Cine de Turín. 
En 2024 retoma Belfast con el documental  The Flats en el que desarrolla el conflicto entre católicos y protestantes que siguen en la memoria colectiva. REconocida como Mejor Película en Docs Ireland y en CPH:DOX. En España se estrena en el Festival Internacional de Cine de Gijón.

### Teatro
Entre sus mayores éxitos teatrales se encuentra Mucche ballerine (2005), donde se narran los años de la ocupación alemana y la Resistencia italiana desde la curiosa perspectiva de una vaca luchadora obligada a esconderse. También en FIT 2018, junto con su trabajo cinematográfico, presentó la pieza de teatro documental Heidi Project, un relato autobiográfico en la frontera entre dos mundos: el cine y las artes escénicas, una performance con un documental y un concierto en directo con Alessandra Celesia como protagonista del espectáculo a modo de "poema cantado" que narra el tiempo de una vida en la montaña.
A finales de 2022 debutó en Aosta con la producción teatral de Alessandra Celesia / Curious Industries, Licheni , una obra que continúa el camino de explorar un universo íntimo en estrecha conexión con el paisaje, un paisaje específico que forma parte de la infancia de la autora: los Alpes italianos.

## Filmografía

### como directora
- Orti (2001)
- Luntano (2006)
- De la part de Tante Concetta (2006)
- 89 avenue de Flandre (2008)
- The Belfast Bookseller (2012)  58 '
- Mirage à l'italienne (2012)
- Le Bleu miraculeux (2017)  1h 23'  italiano. Italia y Francia
- Come il Bianco (2020) corto 19'  idioma: italiano, país de producción: Francia
- La mécanique des choses (2021)
- The Flats (2024)

### como actriz
- Le Poirier, court-métrage de John McIlduff (2002)
- À l'arrière, court-métrage de John McIlduff (2005)